# Église Saint-Felix de Vers
L'église Saint-Felix de Vers est une église située sur le territoire de la commune de Vers dans le département français de Saône-et-Loire et la région Bourgogne-Franche-Comté.

## Historique
Elle fait l'objet d'une inscription au titre des monuments historiques depuis le 29 juin 1987.